# Bunker Hill (Indiana)
Bunker Hill és una població dels Estats Units a l'estat d'Indiana. Segons el cens del 2006 tenia 1.026 habitants.

## Demografia
Segons el cens del 2000, Bunker Hill tenia 987 habitants, 397 habitatges, i 277 famílies. La densitat de població era de 866,1 habitants per km².
Dels 397 habitatges en un 36,3% hi vivien nens de menys de 18 anys, en un 54,9% hi vivien parelles casades, en un 11,3% dones solteres, i en un 30% no eren unitats familiars. En el 27% dels habitatges hi vivien persones soles el 9,6% de les quals corresponia a persones de 65 anys o més que vivien soles. El nombre mitjà de persones vivint en cada habitatge era de 2,49 i el nombre mitjà de persones que vivien en cada família era de 3,02.
Per edats la població es repartia de la següent manera: un 29,1% tenia menys de 18 anys, un 8,4% entre 18 i 24, un 28,2% entre 25 i 44, un 22,6% de 45 a 60 i un 11,8% 65 anys o més.
L'edat mediana era de 34 anys. Per cada 100 dones de 18 o més anys hi havia 90,7 homes.
La renda mediana per habitatge era de 36.154 $ i la renda mediana per família de 44.861 $. Els homes tenien una renda mediana de 34.722 $ mentre que les dones 22.625 $. La renda per capita de la població era de 17.000 $. Entorn del 3,3% de les famílies i el 7,1% de la població estaven per davall del llindar de pobresa.

## Poblacions més properes
El següent diagrama mostra les poblacions més properes.